# Tugutil

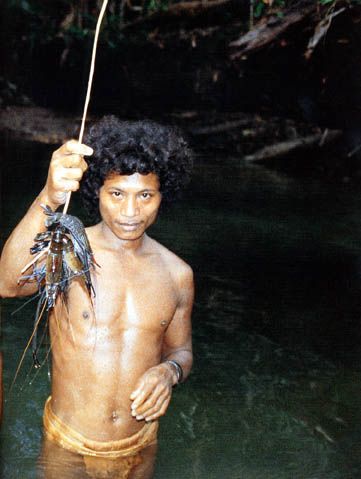
Pêcheur d'écrevisse tugutil.

Les Tugutil ou Togutil sont une population nomade de l'île indonésienne de Halmahera dans les Moluques. Ils sont aussi appelés Tobelo des forêts. Ils vivent dans les forêts de Totodoku, Tukur-Tukur, Lolobata, Kobekulo et Buli, qui font partie du parc national d'Aketajawe-Lolobata.

## Dénomination
Les autres communautés de l'île les appellent Togutil, nom indonésien qui a une consonance péjorative. Eux-mêmes se font appeler les O Hongana Manyawa. Il est de coutume de les appeler aussi Tobelo Dalam (Forest Tobelo en anglais).

## Description
Petite population semi-nomade vivant sur l'île d'Halmahera (270.000 habitants), le nombre de Togutils est estimé entre 1500 et 3000 personnes selon les différentes études réalisées par des ethnologues indonésiens et étrangers depuis 2001,. De 300 à 500, et il s'agit là aussi d'une estimation, vivraient de façon isolée dans la forêt où ils puisent leurs moyens de subsistance. Les autres vivent à proximité des villages côtiers où ils viennent échanger leurs produits. Certains se sont installés dans des maisons construites par les autorités indonésiennes dans le cadre de programmes d'insertion sociale, comme près de la rivière Dodaga à Maba où vivent environ 42 foyers tugutil.

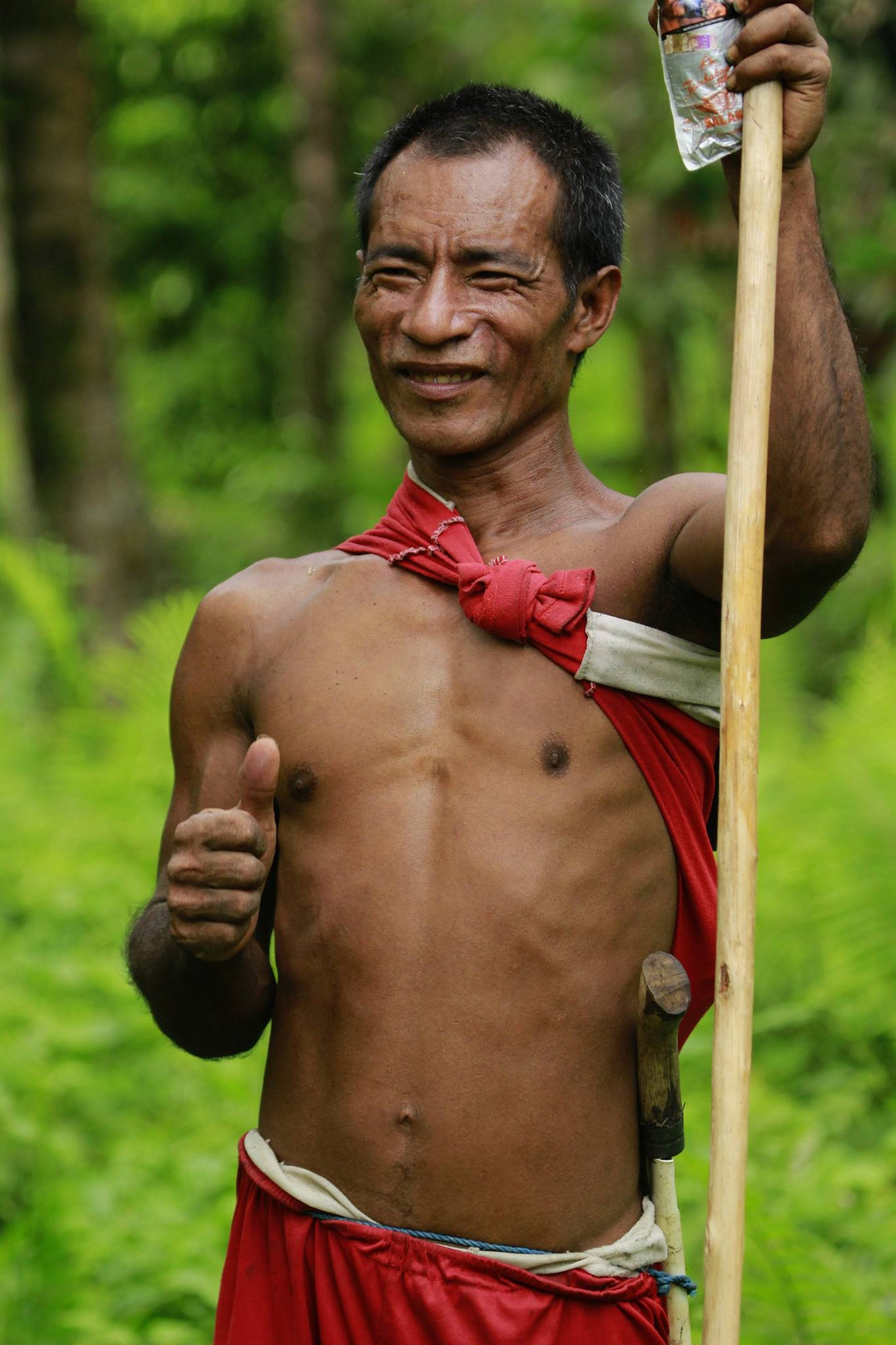
Homme Togutil, de la région de Tayawi Oba.

Ils sont parfois accusés d'être violents voire pas sociables, ce que réfutent des ethnologues de Ternate (Indonésie).
La question de leur isolement est posée par les spécialistes. Ceux qui vivent de façon isolée sont souvent de petits groupes identifiés par les autorités, vivant dans le parc national d'Aketajawe-Lolobata. Des vidéos montrent certains d'entre eux s'adresser avec véhémence contre des gens s'approchant de leur territoire.
Dans le même temps, beaucoup de Togutil se sont déjà mélangés avec les populations vivant dans les villages de la côte. Les autorités régionales de Hamahera Est ont ouvert un guichet unique qui leur est dédié afin de faciliter leur intégration. Régulièrement des dons leur sont apportés par la police.
Dans quelques parties de l'île, les Togutil doivent parfois faire face à l'exploitation du bois mais aussi minière. Certains semblent s'adapter ou s'en accommoder et font des échanges de produits.

## Dans la culture populaire
Les Togutil ont fait l'objet de programmes sur une TV nationale indonésienne présentant leurs us et coutume.
Un compte Tik Tok publie régulièrement des vidéos permettant de mieux connaître ces habitants de la forêt.

## Langue
La langue tugutil est parfois considérée comme un dialecte du tobelo.